# Cedar Rapids (Iowa)
Cedar Rapids is een stad in de Amerikaanse staat Iowa en telt 120.758 inwoners. Het is hiermee de 181e stad in de Verenigde Staten (2000). De oppervlakte bedraagt 163,4 km², waarmee het de 106e stad is.

## Demografie
Van de bevolking is 13,1% ouder dan 65 jaar en bestaat voor 30,2% uit eenpersoonshuishoudens. De werkloosheid bedraagt 2% (cijfers volkstelling 2000).
Ongeveer 1,7% van de bevolking van Cedar Rapids bestaat uit hispanics en latino's, 3,7% is van Afrikaanse oorsprong en 1,8% van Aziatische oorsprong.
Het aantal inwoners steeg van 108.854 in 1990 naar 120.758 in 2000.

## Klimaat
In januari is de gemiddelde temperatuur -8,0 °C, in juli is dat 23,4 °C. Jaarlijks valt er gemiddeld 856,5 mm neerslag (gegevens op basis van de meetperiode 1961-1990).

## Plaatsen in de nabije omgeving
De onderstaande figuur toont nabijgelegen plaatsen in een straal van 12 km rond Cedar Rapids.

## Trivia
- In 2011 werd een film, Cedar Rapids, naar de stad vernoemd.

## Geboren
- Carl Van Vechten (1880-1964), fotograaf
- Bobby Driscoll (1937-1968), acteur
- Michael Emerson (1954), acteur
- Ron Livingston (1967), acteur
- Ashton Kutcher (1978), acteur en presentator
- Elijah Wood (1981), acteur
- Timothy LeDuc (1990), kunstschaatser